# Villa Niccolini
A Villa Niccolini é um palácio italiano de Florença que se encontra na Via San Carlo.
A villa foi mandada construir pelos Cavalcanti. Em 1496 tornou-se propriedade dos Sinibaldi e em 1606 dos Bardi-Serzelli. 
Por volta de 1850 foi adquirida pelo poeta Giovanni Battista Niccolini, nascido em 1782 e falecido em 1861, que aqui escreveu a tragédia Mario e i Cimbri.